# Villancico navideño

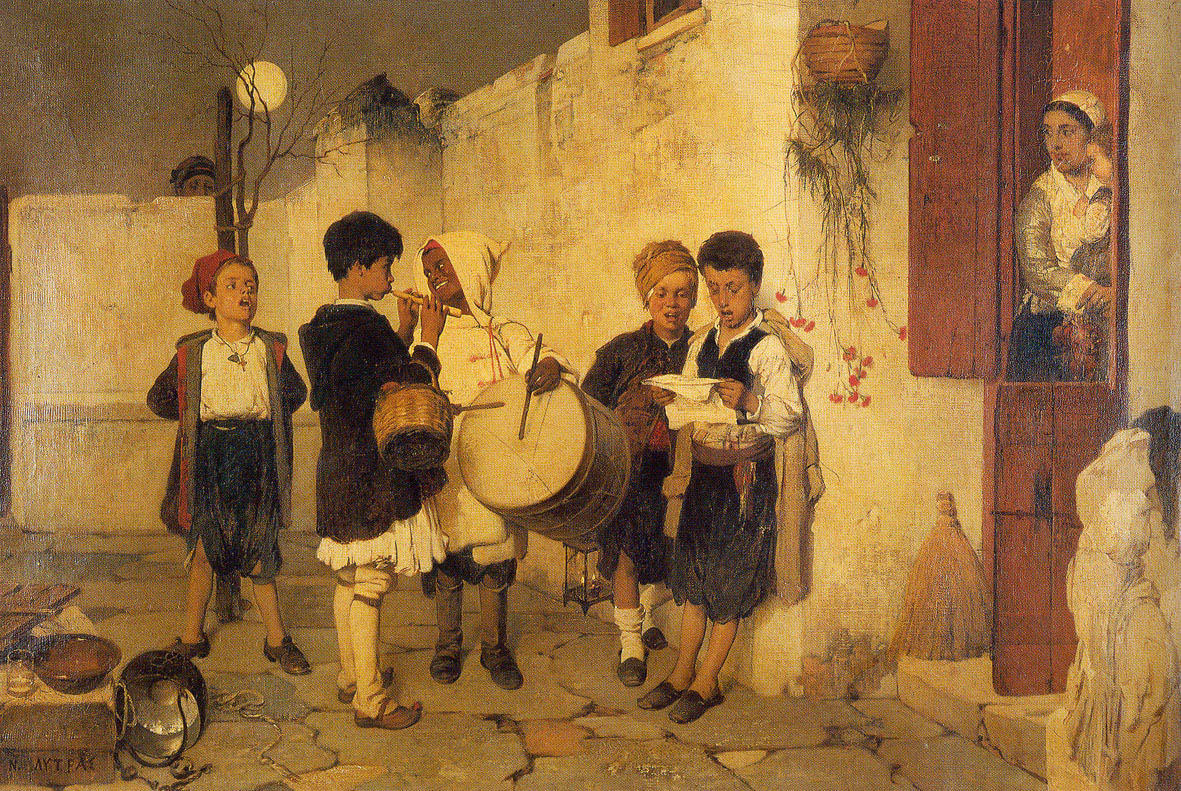
Pintura en donde se muestra a niños cantando villancicos en Grecia (1872).

Un villancico navideño, también llamado simplemente villancico, según la primera acepción del Diccionario de la lengua española — es un canto (cristiano o profano) tradicional interpretado durante las fiestas de fin de año, desde el Adviento (poco antes de la Navidad) hasta el Bautismo del Señor. En Venezuela y en Aruba, a los villancicos navideños generalmente se les llama aguinaldos.

## Tradiciones

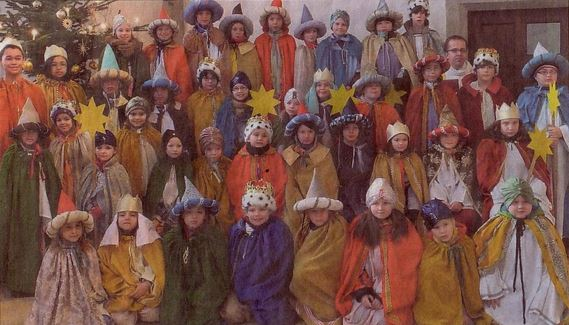
Cantores de la Estrella en Hof, Baviera.

En los países ingleses, se cantan los Christmas carols, en Valonia los heyes, en España los villancicos, en Rusia los koliadki a las puertas de las casas, en Rumanía las colinde, en Polonia las kolęda, en Bulgaria las koleda, en Italia los canti Natalizi o las pastorali, en Alemania las Weihnachtslieder, en los Países Bajos meridionales del siglo XVII los cantiones natalitiæ. En Alemania y Austria desde el 27 de diciembre a la Epifanía, el 6 de enero, grupos de niños, llamados los Cantores de la Estrella, disfrazados de Reyes Magos y portando una estrella, cantan villancicos. A menudo son recompensados con dulces o aguinaldos. En las casas se escribe C.M.B. en las casas que se visitan. Aunque algunas veces se dice que son las iniciales en alemán de los tres reyes magos (Gaspar, Melchor, Baltasar), originalmente representaba las palabras Christus benedicat (Cristo bendice esta casa). 
En Reino Unido, es tradición que los grupos de cantantes vayan de casa en casa a cantar los villancicos, donde son agraciados con algo de dinero, algunos cakes o una bebida apropiada. El dinero recaudado normalmente se destina a una obra de beneficencia.
En los países donde está implantado, el Ejército de Salvación organiza colectas públicas sobre las aceras en Navidades, mientras cantan villancicos acompañados con bandas de música.
En las Antillas, en época navideña, las familias y los amigos se reúnen para un chanté Nwel, reunión donde se interpretan villancicos navideños muy rítmicos. Estos cantos comparten en lo esencial haber sido importados por los misioneros europeos pero los ritmos, y a veces la letra, han sido adaptados al gusto local.
En México, Honduras, Guatemala, El Salvador,Nicaragua, Costa Rica y Panamá durante los nueve días antes de Navidad se celebran Las Posadas. Estas fiestas recuerdan el peregrinaje de María y José desde su salida de Nazaret hasta Belén, donde buscan un lugar para alojarse y esperar el nacimiento del niño Jesús. En ellas se cantan villancicos. En Colombia y Ecuador se celebra la Novena de Aguinaldos, fiesta parecida a las Posadas.

## Episodios descritos en los villancicos
Los villancicos cristianos describen, aparte del nacimiento de Jesús, diversos episodios como, por ejemplo:
- La Anunciación, (Lucas 1, 26-38);[1] por ejemplo, el villancico vasco "Birjina gaztetto bat zegoen" ("El mensaje de Gabriel").
- La duda de José, (Mateo 1, 18-25);[2] por ejemplo, el villancico catalán "El doubte de Sant Josep".
- El Censo de Augusto, (Lucas 2, 1-2),[3] un tema extraño, pero que se trata en "On a Day When Men Were Counted" de Daniel Thambyrajah Niles (1964).
- La búsqueda de una posada, (Lucas 2, 7);[4] por ejemplo, el villancico argentino "La peregrinación", incluido en la obra Navidad nuestra de Ariel Ramírez y Félix Luna. En México y en Guatemala, los villancicos que se cantan durante Las Posadas, es decir, durante los días de fiesta previos a la Navidad.
- La anunciación a los pastores, (Lucas 2, 8-14);[5] por ejemplo, el villancico francés "Les Anges dans nos campagnes", o el villancico inglés "While shepherds watched their flocks by night", con letra de Nahum Tate.
- La adoración de los pastores, (Lucas 2, 15-20);[6] por ejemplo, el villancico checo Nesem Vám Noviny (traducido al inglés como Come, All Ye Shepherds) y el villancico estadounidense El tamborilero.
- La Estrella de Belén, (Mateo 2, 1-2);[7] por ejemplo, Star of the East.
- La adoración de los Reyes Magos, (Mateo 2, 8-11);[8] por ejemplo, el villancico provenzal "La Marcha de los Reyes Magos" y el villancico estadounidense "We Three Kings".
- La huida a Egipto, (Mateo 2, 13-14);[9] por ejemplo, La huida, incluido en la obra Navidad nuestra.
- La Matanza de los Inocentes, (Mateo 2, 16-18);[10] por ejemplo, el villancico inglés Coventry Carol.

Además, algunos villancicos describen eventos religiosos relacionados con la Navidad, pero no relacionados directamente con el nacimiento de Jesús. Por ejemplo:
- "Good King Wenceslas", basado en una leyenda sobre San Wenceslao, que ayudó a un hombre pobre un 26 de diciembre (festividad de San Esteban)
- "Ding Dong Merrily on High" y "Heard the Bells on Christmas Day", reflejan la práctica de tocar las campanas de la iglesia en Navidad.

## Historia

### Antecedentes: Los antiguos himnos litúrgicos
Según la tradición cristiana, los primeros villancicos navideños fueron cantados por los ángeles para celebrar el nacimiento del niño Jesús. Históricamente, las composiciones basadas en la Navidad tienen un origen muy antiguo. Una de las más antiguos que se conservan es "Veni redemptor gentium", himno atribuido a San Ambrosio de Milán (340-397, quien organizó la música en la iglesia latina. Otro es "Jesus refulsit omnium" (Jesús lo ilumina todo) del año 368 de Hilario de Poitiers. Del siglo siguiente es "Corde natus ex Parentis", (Engendrado por el amor del Padre) un centón del poeta hispanorromano Prudencio, que todavía se canta hoy en algunas iglesias, con la melodía del himno "Divinum Mysterium" del siglo XI. Puer natus est nobis es un canto gregoriano del siglo VI que se cantaba como introito de la tercera misa de la liturgia navideña. La melodía de esta composición fue usada posteriormente por el compositor inglés Thomas Tallis como parte de su misa de Navidad, en el siglo XVI. Otros dos himnos son "A Solis ortus cardine" de Coelius Sedulius que todavía se canta en laudes el día de Navidad (c.450) y "Jesu, Redemptor omnium" (del siglo VI) que es el himno de Vísperas del día de Navidad. Los himnos citados son en metro clásico, sin rima y tienen un carácter doctrinal más que tiernamente humanos. Transmiten la redención de los pecados por el misterio de la Encarnación y el milagro del Nacimiento virginal, obviando el lado humano y poético del nacimiento de Belén

### Edad Media
En los siglos IX y X se origina una nueva forma de canto litúrgico para los himnos, la secuencia. Uno de los primeros autores de secuencias fue Notker Labeo, (950-1022), escribió Natus ante secula Dei filius. La secuencia de Navidad se populariza en la liturgia de los monasterios cistercienses. San Bernardo de Claraval (1153) escribió Laetabundus, exultet fidelis chorus con estrofas rimadas a diferencia de los himnos anteriores. La primera adaptación de música profana popular a cantos religiosos se debe a Adán de San Víctor, monje francés del siglo XII, con la creación de un género mixto que posteriormente favorecería el uso de melodías populares como cantos navideños.
Los primeros cantos navideños no litúrgicos eran cantos alegres que evocaban la Natividad, a veces incluso cantos rítmicos o bailes. Incluso, a veces eran cantos profanos, como el primer villancico conocido en lengua vernácula de principios del siglo XIII: Seignors, ore entendez a nus.
Desde la Edad Media se representan misterios de la Natividad, forma de teatro popular donde se ponen en escena los capítulos del Nuevo Testamento relativos al nacimiento de Jesús. En España el Auto de los Reyes Magos es el primer ejemplo de estos dramas litúrgicos. Estos obras eran acompañadas, a veces, por cantos específicos, los villancicos. En Francia evolucionarán hacia una forma llamada «pastoral», que se concentra en el anuncio hecho a los pastores. Muy de moda en la Corte al del rey de Francia en el siglo XVIII, las pastorales son todavía populares en ciertas regiones, sobre todo en La Provenza. En numerosas parroquias católicas, la tarde navideña o algunos días antes, los niños representan pasajes de la Natividad, acompañados por villancicos. Esta tradición se llama Carol Servicie (Oficio de villancicos) en los países de lengua inglesa. Es por estas tradiciones que nos han llegados los numerosos cantos que ponen en escena el anuncio hecho por los ángeles a los pastores.
El más antiguo villancico navideño francés que ha subsistido hasta la fecha es el cántico "Entre el buey y el asno gris"; se remonta al principio del XVI siglo.
En el siglo XII, en Francia, Alemania, y especialmente, en Italia, bajo la influencia de San Francisco de Asís se desarrolla una fuerte tradición de canciones populares en las lenguas vernáculas de cada región. Los villancicos navideños en inglés aparecen por primera vez en una obra del año 1426 de John Awdlay, un capellán de Shropshire, quien da una lista de 25 canciones navideñas, probablemente cantadas por grupos de personas, bebedores de sidra, que iban de casa en casa.
Las canciones que ahora conocemos como villancicos eran originalmente canciones cantadas en grupo durante celebraciones como las fiestas de la cosecha y en Navidad. Fue sólo posteriormente, que los villancicos fueron cantados en las iglesias y asociados específicamente con la Navidad. 

### La reforma protestante
La reforma protestante trajo como consecuencia un gran florecimiento de la composición musical religiosa. Los villancicos ganaron en popularidad después de la reforma en los países donde las iglesias protestantes tenían protagonismo (como es bien sabido Martín Lutero fue autor de villancicos y promocionó su uso en el culto). Esto fue una consecuencia del hecho que la reforma luterana acogía amablemente la música. Por otra parte hubo una fuerte oposición inicial por parte de algunas denominaciones protestantes encabezadas por el calvinismo, que rechazaba cualquier forma superficial de culto. Durante el gobierno del puritano Oliver Cromwell en Inglaterra se llegó a prohibir toda celebración de la Navidad. Pero otras ramas del protestantismo favorecían el uso de la música en las celebraciones religiosas en detrimento de otras formas de devoción usadas por la Iglesia católica. Por este motivo en los siglos sucesivos se compusieron numerosos himnos, motetes y otras obras religiosas de muy diverso género, favoreciendo así la popularización de las canciones navideñas.

### Villancicos en la música clásica
Entre 1680 y 1690, dos compositores franceses incorporaron villancicos en sus obras. Louis-Claude Daquin escribió 12 villancicos para órgano y Marc-Antoine Charpentier escribió algunas versiones instrumentales de villancicos, además de una obra coral importante Messe de minuit pour Noël, en español Misa de medianoche para Navidad o misa del gallo, donde utilizó los siguientes villancicos populares franceses:
- "Joseph est bien marié, Or nous-dites Marie y Une jeune pucelle", para el Kyrie Eleison.
- "Les bourgeois de Chastres, Où s’en vont ces gais bergers", para el Gloria.
- "Voici qui désirez sans fin, Voici le jour solennel de Noël, À la venue de Noël"; para el Credo.
- "Laissez paître vos bêtes", para el Ofertorio.
- "O Dieu que n’étais-je en vie", para el Sanctus.
- "A minuit fut fait un réveil", para el Agnus Dei.

Otros ejemplos de compositores de música clásica que o bien han usado villancicos en sus obras o han compuesto villancicos o canciones de Navidad son:
- Ralph Vaughan Williams: Fantasia on Christmas Carols, 1912.
- Victor Hely-Hutchinson: Carol Symphony, 1927.
- Benjamin Britten: A Ceremony of Carols para coro y arpa, 1942
- El poema de Christina Rossetti "In the Bleak Midwinter" ha sido musicado, entre otros, por Gustav Holst (1905) y Harold Darke (1911).
- El compositor polaco Krzysztof Penderecki cita ampliamente el villancico "Noche de paz" en su Sinfonía n.º 2, apodada Sinfonía de Navidad.
- Georges Bizet en su suite número 1, conocida como la la arlesiana, utiliza las melodías de dos villancicos provenzales: "La Marche des Rois" (La marcha de los Reyes Magos) y "La danse des chevaux fringants" (Danza de los caballos fogosos).
- El villancico alemán "In dulci jubilo" ha sido utilizado por Dietrich Buxtehude, Johann Sebastian Bach, Franz Liszt y Norman Dello Joio para algunas de sus obras.
- El compositor paraguayo Agustín Pío Barrios conocido como Nitsuga Mangoré escribió la obra de guitarra clásica Villancico de Navidad.[21]
- Julián Bautista musicó para soprano, con acompañamiento de piano y orquesta, el Villancico de las madres que tienen a sus hijos en brazos de María Lejárraga[22] en 1915 en su obra Dos Canciones, Op.3.[23]
- "El cant dels ocells" ha sido arreglado al estilo de la música clásica por Pau Casals en una versión para 8 violonchelos y en otra para piano y violoncelo. Federico Mompou lo incorporó (1972) a su obra Cançons i dansas n.º 13, para guitarra "El cant dels ocells" y "El bon caçador"). Xavier Montsalvatge lo adaptó (1991) en su obra Madrigal sobre un tema popular.[24] Jordi Savall lo arregló para flauta, violas de gamba, tiorba y arpa.[25]
- El compositor finlandés Jean Sibelius escribió Cinco canciones de Navidad, Op. 1 musicando cuatro poemas en sueco y uno en finés de dos escritores fineses.[26]
- Bela Bartok recogió en su obra para piano Villancicos navideños rumanos, las melodías de 20 villancicos rumanos.[27]
- En 1946 el compositor polaco Witold Lutosławski en su obra Veinte villancicos polacos.
- El portugués Fernando Lopes-Graça escribió 2 cantatas de Navidad inspirándose en las melodías de 34 villancicos populares portugueses. Además escribió 48 villancicos.
- La tonada del villancico alemán "Eres ist ein Ros’entsprungen" (Una rosa ha brotado) fue utilizada por Johannes Brahms como base para un preludio coral para órgano, más tarde transcrito para orquesta por Erich Leinsdorf, y por Hugo Distler como base para su oratorio de 1933 Die Weihnachtsgeschichte (La historia de Navidad). El compositor sueco Jan Sandström escribió en 1990 Es ist ein Ros entsprungen para dos coros a capela, el cual incorpora la armonización de Praetorius. Weihnachtsmusik (Música de Navidad) (1921) para dos violines, violonchelo, piano y armonio de Arnold Schönberg es una breve fantasía de la tonada.
- Samuel Barber escribió Die Natali, preludio coral para orquesta, Op. 37, haciendo un arreglo de varios villancicos populares, entre otros "O come, O come Emmanuel", "Lo, how a rose e’er blooming", "We Three Kings", "God Rest Ye Merry, Gentlemen", "Good King Wenceslas", "Noche de paz", "Adeste fideles" y "Joy to the World".[28]
- Zoltán Kodály compuso la obra Danza de Navidad de los pastores para coro femenino a dos voces e instrumento de viento, flauta o piccolo, usando la letra de un villancico húngaro. Para coro femenino a capela compuso la obra Ángeles y pastores y para coro a cuatro voces Un villancico de Navidad, subtitulado Alegraos todos los hombres.[29]
- En 1956 el compositor inglés Kenneth Leighton compuso Three Carols, Op. 25 para coro a cuatro voces a capela o coro más un instrumento, formada por versiones de dos villancicos medievales: "The Star Song" y "Lully, lulla, thou little tiny child" (Villancico de Coventry) y una versión de "An Ode of the Birth of Christ our Saviour" (una Oda al nacimiento de Cristo nuestro Salvador) de Robert Herrick.[30]
- En 1953 el suizo Arthur Honegger compuso Una cantata de Navidad para barítono, coro mixto y de niños y orquesta usando los villancicos:
  - "Stille Nacht, heilige Nacht", "Es ist ein Ros’entsprungen" en alemán.
  - From heaven on high the angels fly en inglés.
  - Il est né le divin Enfant en francés.
  - Los himnos Gloria in excelsis Deo y Laudate Dominum en latín.
- El compositor español Miguel Asins Arbó en su suite Vuit cançons populars catalanes (Ocho canciones populares catalanas) usa los villancicos "Fum, Fum, Fum" y "El cant dels ocells".

## Villancicos por idioma original
Observar que algunas de estos canciones no fueron concebidos como villancicos navideños pero que hoy son conocidos como tales.

### Villancicos en alemán
| Título                        | Español                       | Autor y Fechas |
| ----------------------------- | ----------------------------- | --- |
| In dulci jubilo               | En dulce júbilo               | - Enrique Susón hacia 1328 |
| Es ist ein Ros’entsprungen    | Una rosa brotó                | - Partitura impresa en 1599 - Michael Praetorius en 1609, La segunda estrofa                                                                        |
| O Tannenbaum                  | Mi hermoso abeto              | - Melchior Franck (1580-1639) - Joachim August Zarnack (1777-1827) - Ernst Anschütz (1780-1861)                                                     |
| O du fröhliche                | ¡Oh!, Alegre                  | - Gottfried von Herder (1744-1803), música (1788) - Johannes Daniel Falk (1768-1826), texto (1816) - Heinrich Holzschuher (1798-1847), texto (1816) |
| Ihr Kinderlein kommet         | ¡Oh, Venid niñitos!           | - Letra Christoph von Schmid (1768-1854) - Música Johann Abraham Peter Schulz (1747-1800)                                                           |
| Stille Nacht, heilige Nacht   | Noche de paz                  | - Franz Xaver Gruber (1787-1863) |
| Alle Jahre wieder             | Todos los años igual          | - Johann Wilhelm Hey (1789-1854), texto (1837) - Ernst Anschütz (1780-1861), música (1837)                                                          |
| Süßer die Glocken nie klingen | Nunca tañen las campanas      | - Friedrich Wilhelm Kritzinger (1816-1890), según una canción alemana de 1808                                                                       |
| Kling, Glöckchen              | Tañe, campanita               | - Karl Enslin (1819-1875), texto - Benedikt Widmann (1820-1910), música                                                                             |
| Leise rieselt der Schnee      | Suavemente cae la nieve       | - Eduard Ebel (1839-1905) |
| Fröhliche Weihnachtüberall    | Feliz Navidad                 | - El aire es inglés y fecha del XIX siglo. - Erhard Mauersberger (1903-1982), texto                                                                 |
| O Jesulein süß                | Oh pequeño Jesús              | - Johann Sebastian Bach (1685-1750) |
| Jesus bleibet meine Freude    | Jesús, alegría de los hombres | - Johann Sebastian Bach (1685-1750) |

### Villancicos en catalán
En catalán existen numerosos villancicos, llamados en catalán nadales. Una muestra de ellos encuentran en la obra de Joan Amades: Les cent millor cançons de Nadal del año 1949. Destacamos aquí:
- "A Betlem me'n vull anar", en castellano A Belén me quiero ir.
- "El cant dels ocells", en castellano El canto de los pájaros.
- "El noi de la mare", en castellano El Chico de la Madre.
- "Fum, Fum, Fum", en castellano Humo, humo, humo también conocido como 25 de diciembre.
- "El desembre congelat", en castellano El diciembre congelado.

Todos ellos tradicionales y de autor desconocido. Con letra de Jacinto Verdaguer es el villancico:
- "Cançó del rossinyol", en castellano Canción del ruiseñor.

### Villancicos en español
| - Camino al pesebre - Canción de cuna - Cantemos alegres - Comunión de Navidad - Cuento de Navidad - Dios con nosotros - Duerme despacito - El encuentro - El Nacimiento - Estrellita de Belén | - Flor navideña - Huachitorito - La Anunciación - La banda del Niño - La Huida - La Peregrinación - La última Navidad - Los Pastores - Los Reyes Magos | - Niñito de Belén - Niñito Jesús - Nochebuena Argentina - Sueltan su voz las campanas - Tinkunaco - Tonada de Navidad - Torito de corralito - Tristeza de Navidad - Vamos pastorcitos |

| - El Manuelito chileno (Ángel Parra) - Del Norte vengo, Maruca (Ángel Parra) | - Doña María, le ruego (Violeta Parra) - Décimas por el nacimiento (Música Violeta Parra, Letra Víctor Jara) |

| - Al Tempurelei - Arrurrú - Ay si, Ay no - Bajará un ángel - Buenas Noches San José - Cantando hay que celebrar - Cuando la Virgen María - De Buena Voluntad - El Niño lindo | - El niñito de Belén - El trineo de Santa Claus - En la Nochebuena - En un pesebre botado - Entonces me voy volando - La Estrellita - La fiesta de la Familia - La Pascua en el campo - Las doce de la noche | - No importa Doña María - Recuerdos de Navidad - Regalo de Navidad - Señora doña María - Serafín del portal - Un árbol especial - Ven a cantar conmigo - Viejito pascuero - Villancico Norteño - Yo vengo de Culliguay |

| - Anton tiru riruriru - A Belén pastores - A la nanita nana - Cascabel - Campana sobre campana - El duraznero - El niño pobre - El tamborilero - Gloria in excelsis Deo | - Hacia Belén va una burra - Los peces en el río - Los reyes Magos - Los Zagales y las Zagalas - Muñeco de nieve - Mi burrito sabanero - Natilla - Niño del alma - Noche de paz - Pastores venid | - Pero la luna alumbra más,Nochebuena, Noche de paz - Salve reina y Madre - Tutaina - Vamos pastores vamos - Velo que bonito - Venid pastorcillos - Zagalillos del valle - Zumben Tambores (villancico bogotano) |

| - A las doce nace el niño - Alepún - Arre borriquito - Ay del chiquirritín - Campana sobre campana | - Canta, ríe y bebe - Dime niño de quien eres - Hacia Belén va una burra - La marimorena - Los campanilleros | - Los peces en el río o Pero mira como beben - Pastores venid - Ya viene la vieja |

| - A la rorro Niño - Alegría por doquiera - Campanitas Navideñas - Gloria in excelsis Deo | - El son de las campanitas de Navidad - En el taller de Nazaret - Hay un Niño chiquito | - Las tortugas - Flor de Pascua - Los Pífanos - Valle feliz |

| - Al Niño Jesús llanero (Simón Díaz) - Donde están mis juguetes (Oswaldo Oropeza) - Mi burrito sabanero (Hugo Blanco) |

| - Al llegar aquí - Cántico de Navidad - Corre, caballito - De contento | - Dime si es Pascua - El niño criollo - Fuego al cañón - La jornada (Din, din , din) | - Mi burrito sabanero - Niño lindo - Si acaso algún vecino - Si la Virgen fuera andina - Tún tún |

### Villancicos en francés
Principales autores de villancicos franceses
En Francia, entre los compositores o compiladores de villancicos más conocidos, se puede resaltar :
- Nicolas Martin (XVI siglo)
- Nicolas Saboly (XVII siglo)
- Antoine Peyrol (XVIII siglo)
- Simon-Joseph Pellegrin (XVIII siglo)

#### Villancicos cristianos
| título                       | Español                                                | autores y fechas                                                                         |
| ---------------------------- | ------------------------------------------------------ | ---------------------------------------------------------------------------------------- |
| Entre le bœuf et l'âne gris  | Entre el buey y el asno gris                           | siglo XIII o siglo XVI                                                                   |
| Les Anges dans nos campagnes | Ángeles cantando están/ Los ángeles en nuestros campos | c. 1850                                                                                  |
| Il est né, le divin Enfant   | Ha nacido el divino Niño                               | - La melodía deriva de un aire de caza del siglo XVII . - La letra es del sigloXIX       |
| Minuit, chrétiens            | ¡Oh! Santa noche/ Medianoche, cristianos.              | - Letra: Placide Cappeau (1808 – 1877), 1843 - Música: Adolphe Adam (1803-1856), 1847    |
| Venez divin Messie           | Venid divino Mesías                                    | - Música del siglo XVI - Publicado en el siglo XVIII con letra de Simon-Joseph Pellegrin |
| La marche des Rois           | La Marcha de los Reyes Magos                           | - Palabras de Joseph Domergue (XVIII siglo) - El aire aparece en la Arlesiana de Bizet   |

#### Villancicos profanos
| título                                    | Español                                          | autores y fechas\|-                                                                   |
| ----------------------------------------- | ------------------------------------------------ | ------------------------------------------------------------------------------------- |
| Noël des enfants qui n'ont plus de maison | Villancico para los niños que ya no tienen hogar | Claude Debussy (1915)                                                                 |
| Le Petit Papa Noel                        | Pequeño Papá Noel                                | - Raymond Vincy (1904-1968), texto (1946) - Henri Martinet (1909-1985), música (1946) |
| Le Père Noël et la petite fille           | Papa Noel y la niña                              | Georges Brassens                                                                      |

### Villancicos en inglés

#### Villancicos británicos
| título                               | Español                                     | Autor y fecha |
| ------------------------------------ | ------------------------------------------- | --- |
| While Shepherds Watched Their Flocks | Mientras los pastores vigilaban sus rebaños | - Nahum Tate: letra. - William Henry Monk: música, arreglo de la melodía Winchester Old.                                                        |
| The First Noel                       | La Primera Navidad                          | - Tradicional de Cornualles |
| God Rest Ye Merry, Gentlemen         | Dios os de reposo, alegres hombres          | - Aire popular del siglo XIX |
| Good King Wenceslas                  | Buen Rey Venceslao                          | - John Mason Neale¹ (1818-1866), 1849 |
| Hark! The herald angels sing         | ¡Oid! Los ángeles mensajeros cantan         | - Charles Wesley (1707-1788), 1739 (Letra y música original) - Mendelssohn, 1840 para la melodía más conocida hoy                               |
| Joy to the World                     | Alegría para el mundo                       | - Letra del salmo 98 adaptada por Isaac Watts (1674-1748) - Melodía aparecida en 1833 bajo el nombre de Antioch adaptada de una obra de Haendel |
| We Wish You a Merry Christmas        | Les deseamos una feliz Navidad              | - Aire popular del siglo XVI |
| What Child is This?                  | ¿Que niño es este?                          | - El aire es de Greensleeves siglo XVI - Letra de William Chatterton Dix (1837-1898), en 1865                                                   |

¹ John Mason Neale : Ha escrito igualmente Good christian men rejoice (Buenos cristianos alegraos), versión en inglés de In dulci jubilo, con letra diferente a la de la versión latina.

#### Villancicos estadounidenses
| Título                          | Español                               | Autor y Fechas |
| ------------------------------- | ------------------------------------- | --- |
| Away In a Manger                | Sobre la paja fresca                  | - Letra anónimo Dos melodías diferentes : - W. J. Kirkpatrick (1838-1921), arreglada por David Willcocks - Murray (o Mueller)      |
| It Came Upon the Midnight Clear | Vino en la media noche clara          | - Edmund H. Sears (1810-1876), palabras - Richard S. Willis (1819-1900), música (también dada como un aire tradicional inglés)     |
| Jingle Bells                    | Suenan las campanas                   | - James Lord Pierpont (1822-1893)                                                                                                  |
| O Little Town of Bethlehem      | ¡Oh! pequeña ciudad de Belén          | - Philips Brooks (1835-1893), 1868 para la letra Música, según las fuentes : - Aire popular inglés del XIX siglo - Lewis R. Redner |
| Rudolph the Red-Nosed Reindeer  | Rodolfo el reno                       | - Johnny Marks (1909-1985) |
| White Christmas                 | Blanca Navidad                        | - Irving Berlin (1888-1989), 1940                                                                                                  |
| I saw Mommy kissing Santa Claus | Vi a Mamá besando a Santa Claus       | - Jimmy Boyd (nacido en 1939), 1952 (sic)                                                                                          |
| Santa Claus Is Coming to Town   | Santa Claus está llegando a la ciudad | - John Frederick Coots y Haven Gillespie, 1934                                                                                     |

### Villancicos en latín
| Título         | Español      | Autor y fechas                          |
| -------------- | ------------ | --------------------------------------- |
| Adeste Fideles | Venid fieles | - John Francis Wade (1711-1786, Inglés) |